# Nymphon tripectinatum
Nymphon tripectinatum is een zeespin uit de familie Nymphonidae. De soort behoort tot het geslacht Nymphon. Nymphon tripectinatum werd in 1971 voor het eerst wetenschappelijk beschreven door Turpaeva. 